# Creu de l'Aguilera
La Creu de l'Aguilera, o Creu de terme del Pla, és una creu de terme del Pla del Penedès (Alt Penedès) inclosa a l'Inventari del Patrimoni Arquitectònic de Catalunya.

## Descripció
És una creu monumental, historicista, de mitjan segle XX. Correspon a un creu de característiques similars a les creus de terme, a les que pretén simular. No correspon a una creu de terme, sinó a una instal·lació simbòlica realitzada a mitjan segle XX pels propietaris de la finca de l'Aguilera.
Es situa a 35 m al nord de la cruïlla entre la carretera BV-2153 i el Camí del Pla del Penedès a l'Aguilera, al marge occidental d'aquest camí, actualment asfaltat. Tot i que la creu és visible, roman parcialment amagada pels matolls i pins del marge de la via. La creu s'orienta en sentit sud-nord (338ºNO).
A imitació de la creus de terme, es compon d'una base esglaonada, el fust i la creu pròpiament dita. La base és formada per tres nivells circulars esglaonats, col·locats sobre un fonament parcialment visible de pedra i ciment. El nivell inferior mesura 1,5 m de diàmetre i és format per dovelles de calcària, de 20 cm d'alçada. El segon nivell, sobre un base ciment de 4,5 cm de gruix, és constituït per l'aprofitament d'una mola de molí, de 78 cm de diàmetre i 8 cm d'alçada, de pedra sorrenca, amb les estries ben visibles. Sobre aquesta hi ha el tercer esglaó, que correspon a un tambor de pedra sorrenca, de 58 cm de diàmetre i 24 cm d'alçada.
El fust, encaixat en el tambor, és de pedra sorrenca conglomerada, quadrat, amb els angles rebaixats, de 14,5 cm d'amplada cadascun dels costats, i una alçada de 1,64 m.
La creu, també de pedra sorrenca, més fosca que la del fust, s'alça sobre un capitell de 19 cm d'alçada i 22 d'amplada, decorat amb quatre àngels alats, cadascun situat a una de les cantonades, però encarats en parelles en els dos fronts de la creu. La creu mesura aproximadament 55 cm d'alçada i 42 cm d'amplada en el braços. Els escaries entre els eixos són reforçats per una part de la pròpia pedra, decorada amb petites volutes. Ambdues cares de l'eix vertical de la creu estan esculpides amb figures centrades, d'uns 32 cm d'alçada: a la cara sud hi ha una Mare de Déu amb Nen; al cara nord Jesucrist crucificat.
L'alçada del total del monument és aproximadament de 2,95 m.

## Història
Aquesta creu va ser comprada i col·locada en el seu lloc pels propietaris de la masia l'Aguilera als anys 1940.